# ナルコノン
ナルコノン・インターナショナル（Narconon International）は、薬物乱用の治療プログラムであり、サイエントロジーの創始者であるL・ロン・ハバードによって開発された。
ナルコノンはカリフォルニア州、ロサンゼルス、ハリウッドに本社を置き、世界的に主としてアメリカと西ヨーロッパにて数十の療養施設を運営している。サイエントロジーの企業であるABLEの子会社であり、ナルコノンは収益の10%を支払う。
組織は、1966年にアリゾナ州立刑務所の元受刑者であるウィリアム・ベニテズ（William Benitez）によって形成された。ベニテズはL・ロン・ハバードの著作『サイエントロジー：思考の原理』を読んだ後に彼に連絡をとり、ナルコノンはハバードの助けで1970年に設立された。
サイエントロジー教会とナルコノンは、ナルコノンがサイエントロジーから独立しており宗教的ではないプログラムであり、正当な薬物教育とリハビリを提供していると主張している。
そのプログラムと手法は、サイエントロジーに起源をもつものである。
ナルコノンは、スウェーデン、デンマーク、オランダ、スイスで薬物リハビリ・プログラムとして政府関係機関から公式の認定を受け、政府資金の援助を受けた。また、英国の保健省はナルコノン・リハビリセンターに直接資金を提供し、米国のユタ州政府もナルコノン・プログラムに対して資金援助を行った。
そのプログラムの根底にあるのはハバードの著作であり、薬物とそれらの代謝物は体の脂肪組織に蓄えられた状態であり、特にそれらが後に放出されると依存的な渇望の原因となるため、運動とサウナと高用量のビタミンの摂取を伴うピュアリフィケーション・ランダウンとして知られる健康法によってそれらを流し出す、というものである。
ナルコノン・インターナショナルの職員研修施設である、ナルコノン・アローヘッドはオクラホマ州カナディアンの町の近くに位置する。ナルコノン・ジャパンは千葉県市原市に存在し、営業中である。
有名人の信奉者であるトム・クルーズが、サイエントロジーはナルコノンという世界で唯一成功した薬物更生プログラムを持っている、と述べた。しかし、ナルコノンのプログラムの有効性を裏付けた、独立的に認識されている研究が存在していない。

## 歴史

### 起源

L・ロン・ハバード。サイエントロジーの創始者である。ナルコノンのプログラムはその信条に基づいている。

ナルコノンは1966年2月19日に、L・ロン・ハバードによる著作『サイエントロジー：思考の原理』に基づく薬物更生プログラムとして成立し、アリゾナ州立刑務所における薬物乱用者に届けられた。当初は「ナルコン」の名は組織ではなく、そのプログラムを指していた。
ナルコノンの創設者であるウィリアム・C・ベニテズ（William C. Benitez）は、アリゾナ州立刑務所の元受刑者で麻薬犯罪のために服役していた。彼の働きはサイエントロジーの創始者であるL・ロン・ハバードに支援されており、1972年にハバドは組織としてのナルコノンの設立を後押ししたベニテズと2人のサエントロジー信者であるヘニング・
ヘルド（Henning Heldt）とアーサー・マレンによって共同で設立された。

## 薬物リハビリプログラム
設立以来、ナルコノンは、その更生手法の安全性と有効性、また組織のサイエントロジー教会とのつながりをめぐる論争に直面している。医療専門家は、主流の中毒学に依拠しない薬物代謝の理論に頼るナルコノンの手法を鋭く批判する。ナルコノンは、薬物が人体の脂肪にとどまっていると教える。薬物からの回復のために、依存症者はサウナとビタミンの使用によって、薬物をその脂肪から除去する。医療専門家はこの生理学の基礎的な理解に対して、ヒトの脂肪には薬物が有効であるような量は存在せず、薬物はナルコノンの主張のように発汗させて出すことはできないと反対している。2005年のある報告書では、科学的な専門家がナルコノンの治療法は「広く受け入れられている医療や科学的な証拠を正確に反映していない」と記している。
特定の批判は、治療法におけるビタミンの使用（大量のナイアシンを含む）と長時間のサウナに向けられてきた。
ディビッド・ルート博士は、産業医学医師の医師及びナルコノン科学顧問機関のメンバーであり、そのプログラムの正当性を擁護した。彼は1991年に『サンフランシスコ・クロニクル』にて、薬物とその毒が、汗や皮脂として物質が目に見えて皮膚から落ちてくるのでタオルでこすり取ることを語った。ナイアシンを含め毎日のビタミン、ミネラル、脂質の必要性を説明した。
「ニューライフ・プログラム」は2つの主な段階で構成される：デトックスとリハビリ。「ニューライフ・デトックス・プログラム」はハバードのピュアリフィケーション・ランダウンに適合し6つの要素から構成される：運動、サウナ、サプリメント、十分な液体、新鮮な野菜のある通常の食事、十分な睡眠。
アメリカの患者は1万ドルから2.5万ドル（1ドル100円として100万円から250万円）の範囲の手数料で、ナルコノンでの平均3〜4か月を費やしている。
施設の広報担当者のジョン・ビティナスによれば、ナルコノン・アローヘッドには200以上の病床が存在する。離脱している患者を助けるために薬が用いられているか質問され、彼はナルコノンには薬物がなく、代替薬を使用しないと述べた。すべての患者は登録時に評価され、高度な医療が必要ならより適切な施設が紹介され、糖尿病など身体の治療が必要であれば処方されているということであった。

### 概要

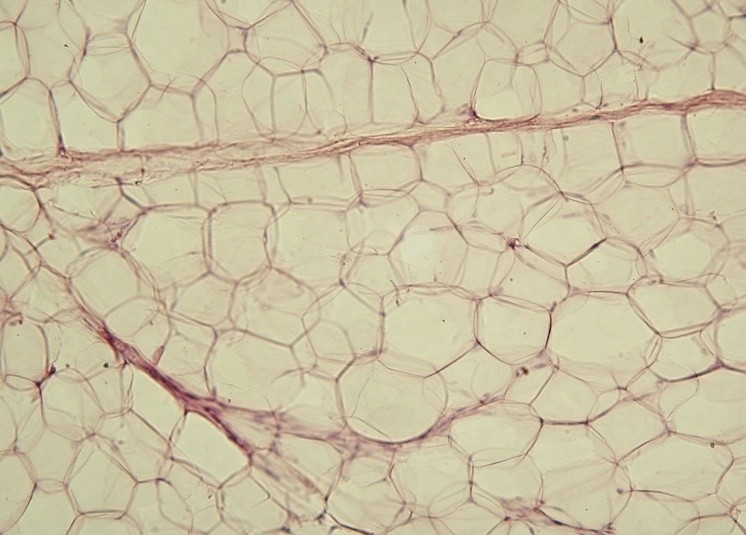
ヒトの脂肪細胞。ナルコノンの治療はL・ロン・ハバードの主張に基づいている。それは薬物の残留物は数年にわたって脂肪細胞に蓄えられており、またその残留物はサウナや高用量のナイアシンで「流し出す」ことができるというものである。医療科学はこの理論が誤りであると指摘する。

デトックス・プログラムは、ハバードの「脂肪に蓄えられた少量の薬物（とそれらの代謝物）が後に放出されることでその薬物の作用を再体験し再び使用したいと渇望する」という理論に基づいている。ナルコノンによれば、運動によって、
脂肪蓄積物がエネルギーとして燃焼され、体の脂肪から化学物質を放出するのを助け、同時に発汗、皮脂（皮膚の脂肪分泌腺によって生成される）、定期的な排便を介して化学物質を放出する。
ナルコノンのプログラムは依存の疫病モデルを却下し、
そのプログラムの資料において、モデルで使われている専門用語は患者の力を損なわせると説明している。
ナルコノンの治療プログラムは薬物更生の「社会教育」モデルに従っている。そのプログラムは4〜6か月であり、「有酸素運動、ドライサウナでの発汗、水分補給と栄養サプリメント；生活技能訓練；また卒業後の生活のための個人に合わせた計画」が含まれる。デトックス養生法の主な前提は「体に蓄えられた薬物の残留物の活性が、元薬物使用者において薬物の渇望を引き起こすため再発させる。ナルコノンのデトックス養生法は、薬物使用者の体から薬物の残留物を除去するように設計されているため、これらの残留物が原因となりうる渇望を減少させる」ということである。
主流の医学と中毒学の専門家は、ハバドの手法には妥当性がないことを繰り返し論じきてた：「強制的な発汗により身体から薬物を追い出すという発想には、薬理学的な観点から強い疑問がある」と、Folke Sjoqvist教授は1996年のスイス政府の報告書で述べた。

### ナイアシン

ナイアシンの骨格構造

ナルコノンによれば、ビタミンとミネラルのサプリメントは、栄養欠乏の対処と発汗によって失われた栄養素を補うために必要である。そのプログラムにおける重要な要素としてナイアシンの使用があり、多価不飽和脂肪酸を含む遊離脂肪酸の流動を高め、いくつかの毒素化合物の排泄速度を高めるとハバードは考えていた。適度な睡眠と共になって、この養生法は長期間蓄積されている毒素を流動させ排出するとナルコノンによって考えられている。
ナルコノンの「ドラッグ・ボム」は1日あたり4000mgの用量のナイアシンを含む。高用量のナイアシンを服用する危険性は、医療専門家がナルコノンのプログラムが患者に対して危険であると評価した理由の1つである；このナルコノンのプログラムは、フランスとケベックを含むいくつかの管轄区域で禁止されている。
なぜならナルコノンの教義は、そのプログラムを受けた患者が（おそらく）「発汗して出ている」薬物に誘発された身体症状を示すということを決定しており、またナルコノンの従業員には、医療の資格や一般的な正当な薬物更生の資格がないため、―ナイアシンの過剰摂取あるいは他が原因となる―重篤な医学的症状が、ナルコノンの従業員によってデトックスの望ましい効果であると誤解される危険性が存在する：ベンゾジアゼピン系のような薬物の中止後に遅延して生じる離脱症状の発作、せん妄、また幻覚が薬物の流動による効果とされたり、サウナによる熱中症や電解質の不均衡を乱用された薬物の効果の再体験であると誤解される危険性がある。

### 有効性
ナルコノンは通常、75%という高い成功率を主張し、過去には100%に非常に近いと主張していた。しかしこの数値は非常に論争的で、これらの主張を裏付ける独立した研究が存在しない。
独立した研究者がかなり低い成功率を見出している。少なくとも1つのナルコノンの批判サイトが6.6%というスウェーデンの研究による比率を引用している。ナルコノンは同様の研究の成果をはるかに有益だと報告してきたが、それら研究の描写は非常に簡略化されたものである。

## 教育プログラム

### フロリダ
1999年、クリアウォーターからのサイエントロジー信者が、ピネラス郡の学区でナルコノン薬物教育プログラムを導入しようとした。
その問題について聞いた後、学校区の委員会は、学生に「トーン・スケール」について教えるとか他のサイエントロジーの虚飾は、それらの学校における薬物教育プログラムとして不適切であるとして、サイエントロジー創始者のL・ロン・ハバードの教義に基づく薬物反対プログラムに学生を参加させることを拒否した。

### カリフォルニア
2004年には、ナルコノンはカリフォルニアの公立学校に対して、無料で薬物反対プログラムを提供した。2004年6月9日・10日の『サンフランシスコ・クロニクル』における一連の記事で、カリフォルニアの学校職員がナルコノンの主張を調査した。この調査は、ナルコノンのプログラムが医学的かつ科学に基づく実践を反映しておらず、薬物の使用や乱用についての情報を生徒に誤解を招くように提供していたことを見出している。
調査の結果、2005年2月23日、州の公共教育監督者のジャック・O・コネルは、ナルコノンプログラムを州のすべての学校において認めないことを公式に勧告した。

### イギリス
英国刑務所オンブズマンは、ナルコノンの更生プログラムを刑務所で用いてはいけないと刑務所長に勧告した。とはいえ、イギリスの一部の学校ではこれらのプログラムが用いられている；『サンデー・タイムズ』では学校がサイエントロジー教会とのつながりをあまり認識していない述べている。
2012年9月に、ロンドン教区における149のイングランド学校教会は、保護者からの苦情により、生徒に対するナルコノンからの講義の提供を受け入れないと警告した。

### チェッキーニ/ルノックス研究
2008年には、ナルコノンの幹部であるマリー・チェッキーニ（Marie Cecchini）はリチャード・ルノックス（Richard Lennox）と共に論文を掲載し、ナルコノンの教育プログラムが若者の薬物使用を減少させたことを示したと主張した。しかしその研究は、ナルコノンの親会社であるより良い生活と教育のための会（ABLE）によって出資されていた。論文が掲載された雑誌のその後の対応によって、同研究におけるデータに矛盾していると結論された：対照群のほうが、ナルコノンの群よりも薬物を服用する圧力に抵抗できる。

## 死亡

### ジョセリン・ドーフマン、グランセ＝シュル＝ウルス、フランス (1984年)
1984年に、ジョセリン・ドーフマンという名の34歳のフランス人が、グランセ＝シュル＝ウルス（ディジョンの近く）におけるナルコノン施設での治療中に、けいれんに陥り治療を受けなかったため死亡した。そのセンターのアシスタント・ディレクターは有罪判決を受け、人々への援助の不足から施設は閉鎖された。

### パリド・エラとジュゼッペ・トンバ、ヴァルサッシナ、イタリア (1995年)
1995年には、パリド・エラ（Paride Ella、22歳）とジュゼッペ・トンバ（Giuseppe Tomba、26歳）はヴァルサッシナのタチェーノのナルコノン施設で急死した。パリド・エラは、は急性腎不全（ナイアシンの過剰摂取と一致した症状）で死亡し、ジュゼッペ・トンバは心筋梗塞で死亡したと記録されていた。
二人は、死亡の数日前から嘔吐と下痢に似た症状に苦しんだ。若い男性は、ナルコノンのプログラムにおける「デトックス」と呼ばれる段階（超高用量のナイアシンや他のビタミンと長時間のサウナ）において、お互いに数日以内死亡した。
ナルコノン施設には、医療従事者が居らず、いずれの場合も彼らの状態が重篤であると診断することもできなかった。死亡前には、村長がナルコノン施設の閉鎖を求めていた。

### フェデリカ・X、トッレ・デッロルソ、イタリア(2002年)
2002年には、イタリアで33歳の女性のイタリア人が、トッレ・デッロルソにあるナルコノンの施設で似たような症状のもとで死亡した。
フェデリカは、検視によると腹膜炎によって死亡した。2002年10月7日月曜日に、腹膜痛に苦しみ始めた。メレンドゥーニョ（Meledugno）にある救急室に運ばれ、鎮痛薬を与えられた。翌日、病院に運ばれ、昏睡状態となってすぐに死亡した。
後にナルコノンの患者であるジョヴァンニ・コスタ（Giovanni Costa）は、職員のロドルフォ・サヴィーノ（Rodolfo Savino）を刺した。コスタは、フェデリカの症状を無視し十分な医療を施せなかったと主張した。コスタは殺人未遂で逮捕され起訴された。

### パトリック・デズモンド、ノークロス、ジョージア州、アメリカ(2008年)
パトリック・W・“リコー”・デズモンド（Patrick W. "Ricko" Desmond）は、元海兵隊員で、2008年6月11日にジョージア州のナルコノン施設で、ヘロインの過剰摂取によって28歳で死亡した。
彼の家族は、ナルコノンの活動が彼の死につながり、ナルコノンは誤って認可された入院プログラムであると主張し、不法死亡であるとしてナルコノンを訴訟している。

### ナルコノン・アローヘッドにおける複数の死亡、オクラホマ州、アメリカ(2009-2012年)
2012年8月には、ピッツバーグ郡の保安官とオクラホマ精神福祉局がオクラホマ州立捜査局と共に、9か月の間に3人の患者の死亡に続いて、ナルコノン・アローヘッドにおける死亡の捜査を開始した。
この捜査には、最近の4人の患者の死亡が含まれる：ステイシー・ドーン・マーフィー（Stacy Dawn Murphy、20歳）は、2012年7月19日にナルコノン・アローヘッドで死亡した；ヒラリー・ホルテン（Hillary Holten、21歳）は、2012年4月11日に施設にて死体となって発見された; 32歳のガブリエル・グレイブス（Gabriel Graves）は、2011年10月26日にそこで死んだ;そして、28歳のケイジー・ダイアン・ワーニック（Kaysie Dianne Werninck）もまたナルコノン・アローヘッドの患者であり、2009年3月3日に死体で発見された。
死亡についてのメディアでの注目の後、国立法廷弁護士協会（National Association of Forensic Counselors）は、何人かのナルコノン・アローヘッドの従業員の薬物依存相談認証の資格を永久に取り消し、ナルコノンが判決に抗議するすべての手段を使い果たした後、2013年8月にオクラホマ精神福祉・薬物乱用局は、永久に施設の医療解毒の許可を取り消した。

## 論争

### 州の条例違反
カリフォルニアにおけるナルコノンの施設は、州監査役によって繰り返して違反が挙げられた。違反には、許可なく医薬品を投与すること、施設にアルコールを持ち込むこと、患者のための適切な寝具がないことを含む。ナルコノンは反対者を黙らせようと企てており、それはレオナ・バレーに計画された施設の近隣住民に対して、法的手段に出るぞと脅すという内容の手紙を送ることを含んでいる。レオナ・バレーの住人は、ナルコノンが犯罪を増やすのではと懸念していた。
自治体は安全確保のための8フィートのフェンスと自主的な警備を推奨したが、ナルコノンの役員は反対した。
2013年3月初頭に、ナルコノン・アローヘッドの最高責任者と従業員の資格が取り消された。

### ナルコノン・トロワリビエール、ケベック州の保健局によって閉鎖
2012年4月17日、ケベック州の保健局はトロワリヴィエールのナルコノンを閉鎖し32人の住人を移住させるよう命じた。
当局長官のマーク·ラトゥールは、ナルコノン・トロワリビエールは患者にとって危険であり、ケベック州の更生施設運用基準にいくつも違反し、医学的監督と科学に基づく治療が存在していなかったと語った。彼は、施設の方法を用いたためここ数カ月で少なくとも4人が入院していたと付け加えた。

## 派生と関連団体

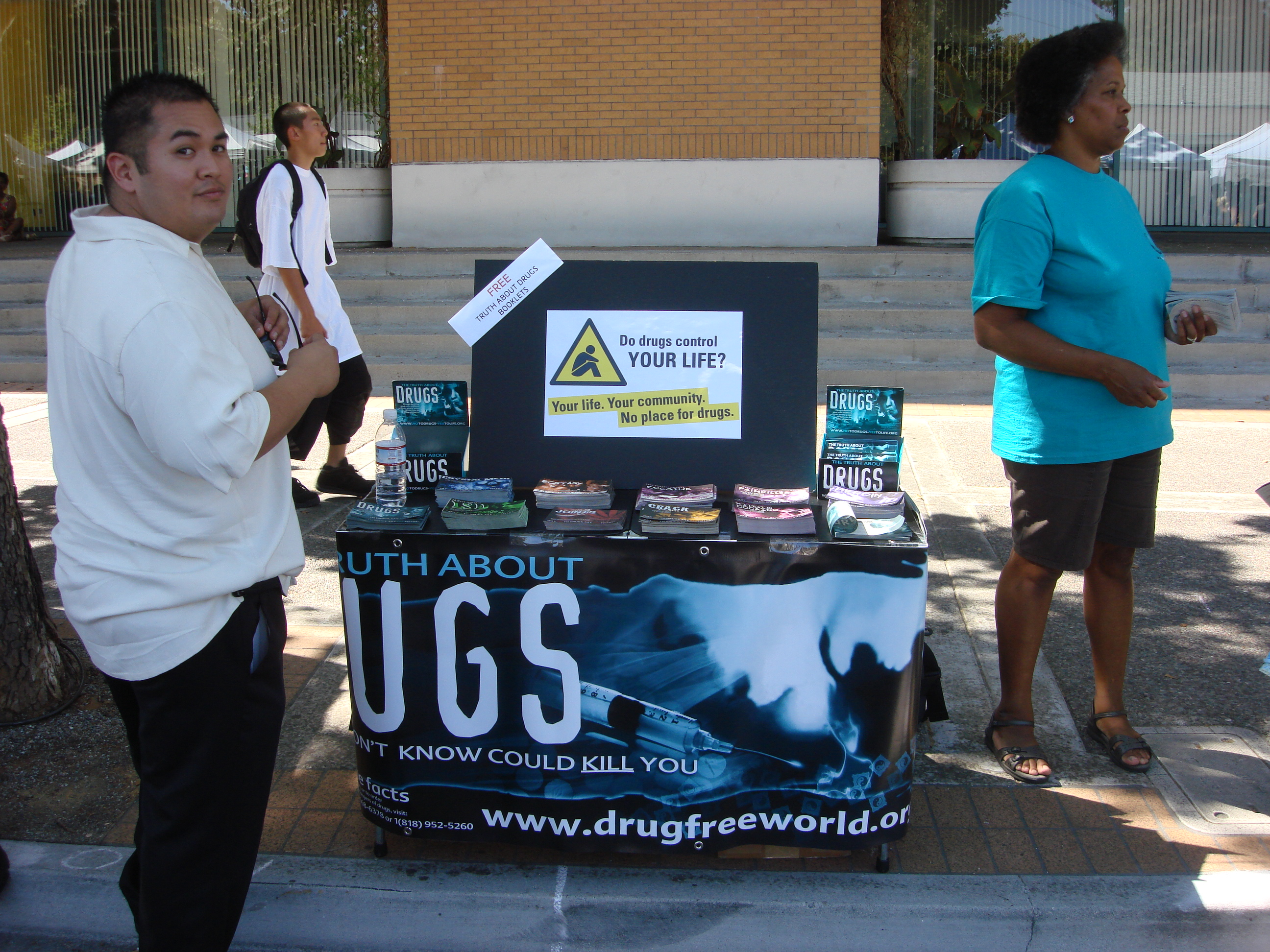
「薬物の真実を知ってください」（Drug Free World）の屋台。こうした名前の下で、ナルコノンとサイエントロジーはそのプログラムを売り込んでいる。

ナルコノンの一部はサイエントロジーの一環であることを隠して、別名でナルコノン施設を売り込み、運営している。別のピュアリフィケーション・ランダウンに基づくサイエントロジー関連の薬物更生団体も存在する。
- 「薬物のない大使」（Drug Free Ambasadors）は、学校と青年団体を標的としたナルコノンのプログラムである[70]。
- 「イスラエルは薬物にノーと言う」（Israel Says No to Drugs）は、ヤツファ（Jaffa）に本部のあるサイエントロジー関連組織である[71]。
- 「ピュア・デトックス」（Pur Detox、またウムラウト記号のあるPür Detox）は、カリフォルニア州デイナポイントにあるサイエントロジー関連診療所である[72]。診療所は元患者の訴訟によって捜査された[73]。
- 「レインボー・キャニオン・リハビリ・センター」（Rainbow Canyon Rehabilitation Center）あるいは単に「レインボー・キャニオン」は、ネバダ州カリエンテにあるナルコノン施設の名前である[69]。
- 「薬物にノーと言い、人生にイエスと言う」（Say No to Drugs Say Yes To LifeあるいはYes to Life, No to Drugs）はナルコノンとサイエントロジーのフロント団体であり、レースやストリート・フェスティバルを組織しナルコノンを支援する[74][75]。
- 「オレンジ郡で禁断して生きる」（Sober Living in Orange County）は、オレンジ郡におけるサイエントロジー組織そのものであり、ピュアリフィケーション・ランダウンを運営している[76]。
- 「サンコスート・リハビリセンター」（Suncoast Rehabilitation Center）は、商品名やカリフォルニアにおけるナルコノン・スプリング・ヒル法人の子会社である[77]。
- 「匿名の十代」（Teen-anon）や「街の猫」（Streetcats）は、ビスタ湾のナルコノン施設におけるナルコノンのプログラムである[78]。
- 「薬物の真実を知ってください」（The Truth About Drugs）と薬物のない世界のための財団は、サイエントロジーとナルコノンが、サイエントロジーの由来を隠しながらプログラムを宣伝している[79]。

直接にはナルコノンにはつながっていないが、ニューヨーク救助隊デトックス・プロジェクトやセカンド・チャンス・プログラムは両方ともサイエントロジー関連でありピュアリフィケーション・ランダウンを用いている。